# Paul Simonon
Paul Simonon (ur. 15 grudnia 1955 w Brixton w Londynie) – muzyk, basista zespołu punkrockowego The Clash, który założył wraz z Joe Strummerem i Mickiem Jonesem w 1976 roku.
Wychował się w biednej dzielnicy Brixton w południowym Londynie. Planował zostać artystą malarzem.
W roku 1976 przychodził na przesłuchania do zespołu London SS. Zaprzyjaźnił się wtedy z Mickiem Jonesem, który nauczał go gry na gitarze basowej. Po upadku London SS, założył wraz z nim i Joe Strummerem zespół The Clash. Przypisuje mu się wymyślenie nazwy zespołu. Był odpowiedzialny głównie za wizualny obraz grupy. Jego kontrapunktowe linie basowe z wpływami reggae i ska wyróżniają go od innych basistów punkowych pod względem złożoności i roli gitary basowej w zespole.
Paul Simonon jest autorem trzech piosenek The Clash: The Guns of Brixton z London Calling, Crooked Beat z Sandinista! i Long Time Jerk z jednego z singli. Zaśpiewał także partie wokalne w utworze „Red Angel Dragnet”. Linia basowa utworu „The Guns of Brixton” umieszczona została na 16 miejscu najlepszych linii basowych wszech czasów według Stylus Magazine w roku 2005.
Simonon zagrał na gitarze basowej prawie we wszystkich piosenkach na płytach The Clash. Piosenki, które nie zostały nagrane przez Simonona to: Magnificent Seven i ” Strikes Lightning (Not Once ale Twice)” z płyty Sandinista! (partie basowe nagrane zostały przez Normana Watt-Roya), Rock the Casbah z Combat Rock (partie basowe nagrał tutaj Topper Headon) i w 10 utworach z 12 na płycie Cut the Crap partie basowe nagrał znów Norman Watt-Roy.
Okładka płyty London Calling przedstawia Paula rozbijającego swój bas po jednym z koncertów.
Gdy The Clash zakończyli działalność w początkach 1986 roku, Simonon założył nowy zespół Havana 3am. Z tym zespołem zarejestrował tylko jeden album „Havana 3am” (Capitol Records, 1991) i zakończył działalność muzyczną. Później Simonon pracował jako artysta – zajął się malarstwem – jego pierwszą pasją przed dołączeniem do The Clash. Miał kilka pokazów galerii i nawet zaprojektował okładkę do jednego z albumów zespołu Micka Jonesa Big Audio Dynamite.
Obecnie Paul Simonon jest współzałożycielem zespołu The Good, the Bad and the Queen, gdzie gra na gitarze basowej. Od 2010 roku gra również w zespole Gorillaz, wraz z Mickiem Jonesem. 